# Конарський Віктор Феліксович
Віктор Феліксович Кона́рський (1908—1995) — радянський, український кінорежисер. Нагороджений орденами Великої Вітчизняної війни, Червоної Зірки, медалями.

## Біографія
Народився 20 вересня 1908 р. в Києві в родині службовців. Закінчив Одеський державний технікум кінематографії (1930). 
Учасник Великої Вітчизняної війни. 
Працював асистентом режисера і режисером Київської кіностудії ім. О. П. Довженка.
Був членом Спілки кінематографістів України.
Помер 22 грудня 1995 р. в Києві.

## Фільмографія
Другий режисер у стрічках:
- «Третій удар» (1948, у співавт.)
- «Кривавий світанок» (1956)
- «Полум'я гніву» (1955)
- «Іван Франко» (1956)
- «Киянка» (1958–1959, 2 с)
- «Іванна» (1959)
- «Лісова пісня» (1961)
- «Закон Антарктиди» (1962)
- «Космічний сплав» (1964)
- «Над нами Південний Хрест»
- «Акваланги на дні» (1965)
- «На самоті з ніччю» (1966)
- «Розвідники» (1968)
- «Ніч перед світанком» (1969)
- «Інспектор карного розшуку» (1971)
- «Дума про Ковпака» (1973, «Сполох») та ін.